# Cíane
Cíane (en grec antic Κυάνη, nom que evoca el color blau de l'aigua de mar, i en llatí Cyane) va ser, segons la mitologia grega, una filla de Líparos, un rei antic dels ausonis, els avantpassats dels italians. El nom de Cíane té a veure amb el color Cian.
El seu pare Líparos va ser expulsat d'Itàlia (Ausònia en aquella època) pels seus germans i es va establir a les illes Lipari, que porten el seu nom. Quan Èol va fer cap al seu reialme, Líparos el va casar amb la seva filla Cíane i va compartir amb ell el poder.
Una altra Cíane era una font de Siracusa que abans havia estat una nimfa. Va voler evitar el rapte de Persèfone per part d'Hades, però aquest, enfurismat, la va transformar en un estany de color blau fosc, semblant al color del mar.
Una altra llegenda de Siracusa diu que una noia jove anomenada Cíane va ser violada pel seu pare que anava borratxo. Era de nit, i el pare, anomenat Cianip, va pensar que ella no el reconeixeria, però en el moment de la violació la noia li va robar un anell i en veure'l amb la llum del dia va saber qui era el culpable. En aquell moment va arribar una pesta a la ciutat i l'oracle va explicar que perquè s'acabés s'havia de sacrificar una víctima humana, algú que hagués comès un incest. Cíane i el seu pare es van suïcidar per expiar el seu crim.